# Guy Xhonneux
Guy Xhonneux Dewolf (Boma, Congo Belga 1955; botánico e ingeniero agrónomo belga de nacimiento y colombiano de adopción.

## Biografía
Guy Xhonneux nació en el Congo Belga (actualmente República Democrática del Congo) en 1955. Al transcurrir la independencia ( 30 de junio de 1960) , éste y su familia retornan a Bélgica donde termina sus estudios , como ingeniero especializado en horticultura en Bruselas.
Posteriormente, realiza su servicio social en Colombia durante los años 70, y participa en diversas actividades del Jardín Botánico de Bogotá.
Después de completar su misión en Colombia, este vuelve a su país de origen. Luego de una corta estadía allí, el ingeniero retorna a Colombia y crea para 1980, una empresa dedicada al cultivo y venta de Cactus. Hoy en día, es la principal y única avalada científicamente. Con más de 3200 especies diferentes de Cactaceae registradas.
Además posee una extensa colección de híbridos desarrollados por fundador.
Guy Xhonneux ha presentado trabajos en diversas revistas vinculadas a las Cactaceae, tal como "Cactus Aventures" (Francia-España) y la revista especializada en plantas grasas "AIPS" ( Mónaco).

## Menciones especiales
- Periódico El Tiempo (Colombia, 1992)[1]
- Revista Trends (Bélgica, 1995)[2]
- Journal Lien Horticole (Francia, 1997)
- Boletin Cultural y Bibliográfico, Banco de la República (Colombia 1997)[3]
- Journal Concorde (colombo-francés, 1997)
- Revista Semana (Colombia 1998)[4]

- Revista Kaktusz-uilag( Hungría, 2004)
- Enciclopedia Ilustrada de los cactus y otras suculentas, tomo II , Antonio Gómez ( España 2006)[5]

- Casa editorial El Tiempo - para Cundinamarca - (2008)

## Obras
- Novedades taxonómicas y sinopsis del género Melocactus Link. & Otto. (Cactaceae) en Colombia. Rev. Acad. Colomb. Cienc. 26(100): 353-365 Guy Xhonneux & Fernández-Alonso. (2002)

Además una gran variedad en artículos relacionados con especies botánicas en Colombia o híbridos creados por él, en Cactus Aventures
- La abreviatura «Xhonneux» se emplea para indicar a Guy Xhonneux como autoridad en la descripción y clasificación científica de los vegetales.[6]